# Lancaster (Nou Hampshire)
Lancaster és una població dels [Estats Units d'Amèrica]] i seu del somtat de Cöos a l'estat de Nou Hampshire.

## Demografia
Segons el cens del 2000 Lancaster tenia 3.280 habitants, 1.286 habitatges, i 866 famílies. La densitat de població era de 25,3 habitants per km².
Dels 1.286 habitatges en un 32,4% hi vivien nens de menys de 18 anys, en un 52,8% hi vivien parelles casades, en un 0% dones solteres, i en un 32,6% no eren unitats familiars. En el 27,1% dels habitatges hi vivien persones soles el 13,5% de les quals corresponia a persones de 65 anys o més que vivien soles. El nombre mitjà de persones vivint en cada habitatge era de 2,43 i el nombre mitjà de persones que vivien en cada família era de 2,94.
Per edats la població es repartia de la següent manera: un 25,2% tenia menys de 18 anys, un 6,7% entre 18 i 24, un 26,3% entre 25 i 44, un 24,6% de 45 a 60 i un 17,1% 65 anys o més.
L'edat mediana era de 40 anys. Per cada 100 dones de 18 o més anys hi havia 84,2 homes.
La renda mediana per habitatge era de 40.305$ i la renda mediana per família de 43.333$. Els homes tenien una renda mediana de 36.923$ mentre que les dones 21.458$. La renda per capita de la població era de 19.905$. Entorn del 6,8% de les famílies i el 9,7% de la població estaven per davall del llindar de pobresa.